# Home Studio

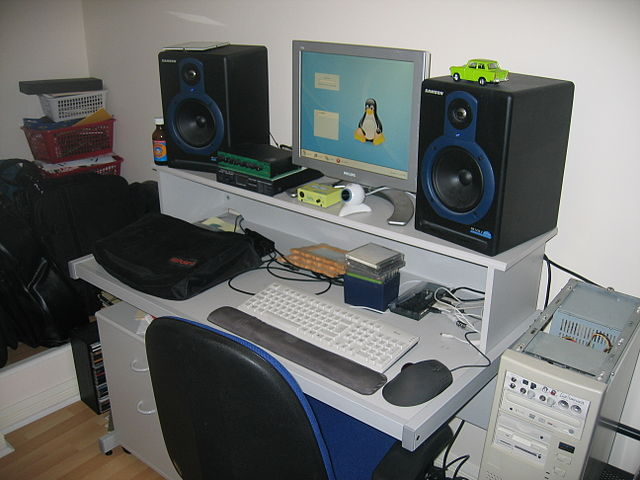
Home Studio de dimensión mínima.

Home studio o estudio doméstico hace referencia a la práctica de grabar música o sonido en el hogar, en vez de grabar en un estudio de grabación profesional. Un estudio creado
para grabar en casa es denominado home studio. Hoy en día todo el mundo puede tener su propio home studio, y aunque no se consigan resultados iguales a los de un estudio de grabación profesional, se puede llevar a cabo un proyecto con un buen resultado final teniendo una interfaz de audio (preamplificador incluido) a la altura, un buen monitor de estudio con respuesta plana para mezclar y otros dos monitores para la escucha, un micrófono de calidad y un dispositivo de grabación, analógico o digital (DAW).

## Historia

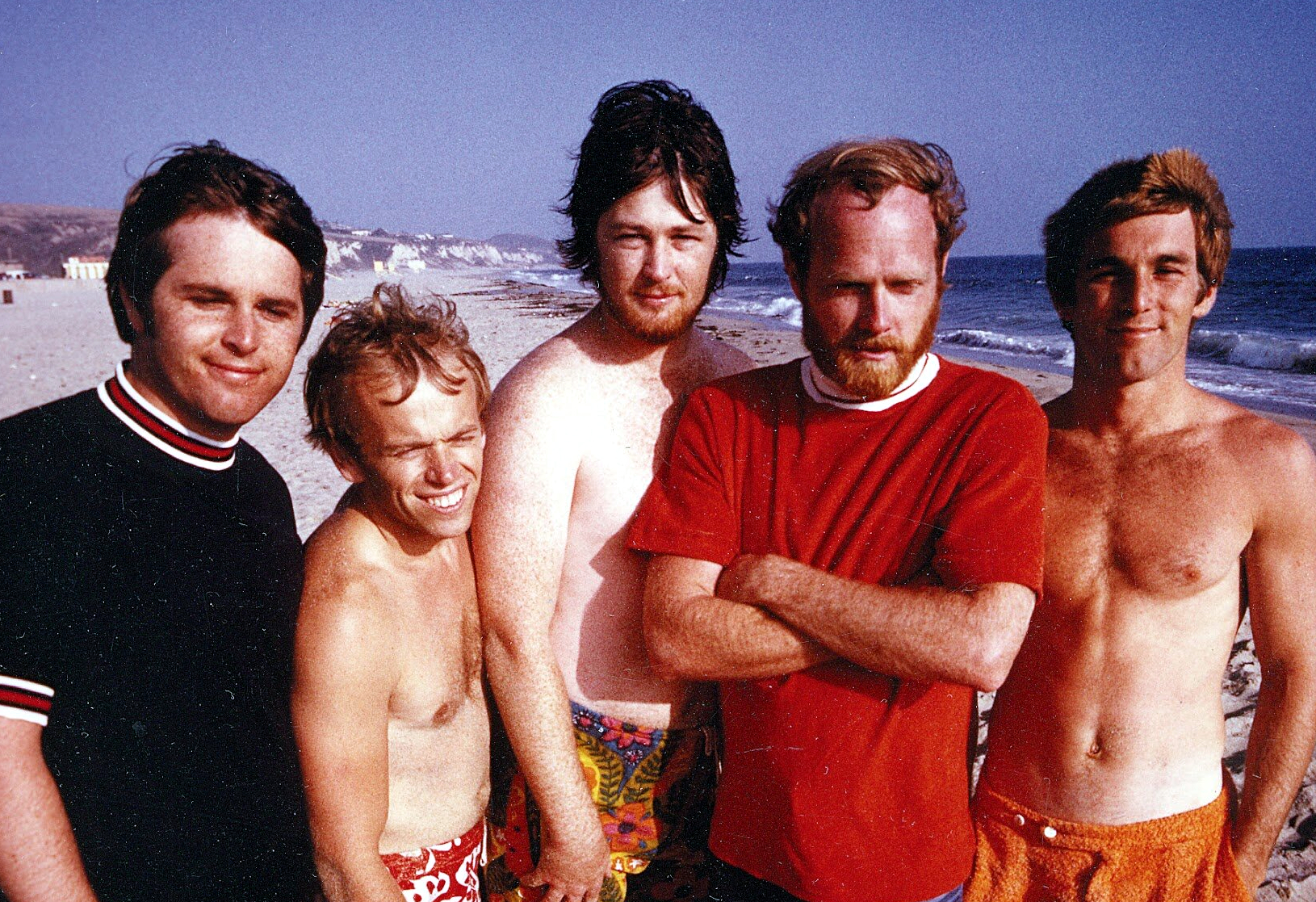
The Beach Boys en 1967, la banda grabó entre 1967 a 1972 en el Estudio de grabación casero de Brian Wilson.

Un ejemplo de home studio es el álbum Smiley Smile de 1967 de The Beach Boys, que grabaron en la casa de Brian Wilson (líder creativo de la banda) usando mayormente equipo de radiodifusión, que carecía de muchos de los elementos técnicos y efectos encontrados en un estudio de grabación. Esto condujo a formas no convencionales de lograr sonidos particulares en el hogar, como un reemplazo de lo que se lograría con una cámara de eco. El ingeniero del álbum, Jim Lockert, recordó cómo "la piscina de Brian tenía una fuga y estaba vacía, así que pusimos un micrófono en el fondo de esta maldita piscina olímpica y los muchachos se acostaron dentro de la piscina y cantaron para que el sonido baje por la pared de la piscina de concreto al micrófono, y eso fue parte de la voz en una de esas canciones". Algunos accidentes de grabación se usaron en su beneficio, como en "With Me Tonight", que contiene un vínculo informal entre el verso y el coro por medio de una voz que dice "good", como en "good take", hablado por el mánager de gira de la banda el mánager Arnie Geller desde la sala de control. Lockert ha hablado sobre otras peculiaridades de las sesiones, incluidas las voces que se grabaron en la ducha. Debido a esta mezcla ecléctica de parafernalia de grabación y métodos idiosincrásicos de registro de los sonidos, Smiley Smile posee un sonido inusual. Ese mismo año la banda grabó y editó Wild Honey, grabado en un estudio establecido en la casa de Brian Wilson.

## Previo, tarjeta de sonido o interfaz de audio
Mínimamente, se necesita una interfaz de audio o tarjeta de sonido externa, lo cual es un dispositivo que convierte la señal análoga a señal digital y viceversa para que la computadora trabaje con la información que recibe de ella. Dicha interfaz de audio debe contar mínimamente con un previo o preamplificador donde se conecta la fuente de sonido (micrófonos o instrumentos). Su función es transformar y amplificar ondas sonoras en señal eléctrica (analógica).  Las interfaces deben contar con salidas de audio para monitorear lo que se graba mediante altavoces o auriculares.  Es posible que nuestra interfaz tenga un conmutador de entrada XLR, 1/4 TRS o SPDIF entre otras para manejar diferentes dispositivos o fuentes de sonido.

## Altavoces, monitores o parlantes
Sirven para escuchar lo que estamos grabando. En el proceso de mezcla necesitaremos unos altavoces con una respuesta en frecuencia plana para colorear lo menos posible ciertos hertz y escuchar la grabación tal cual se está grabando.
Al ser posible, un home studio contendrá a su vez otro par de parlantes más domésticos o ya hechos para escuchar música, que nos permiten escuchar nuestro proyecto en un equipamiento más estandarizado y con los diferentes filtros que ellos traen.

## DAW[5]
Digital Audio Workstation o estación de trabajo de audio digital, lo que nos proporcionará un apoyo virtual a nuestra grabación. Su edición es no destructiva, por lo cual podremos volver atrás y recuperar pasajes ya grabados sin necesidad de sobrescribir archivos o destruir regiones por necesidad de espacio en nuestra computadora.
Trabajaremos con una frecuencia de muestreo de 44.1 kHz para audio, y una frecuencia de 48kHz para vídeo y audio.
Las DAWS más utilizadas son Avid ProTools para un entorno de edición avanzado, Cubase para la edición más sencilla, Apple Logic Pro, para entorno de Macintosh y más orientado a lo musical, y Steinberg Nuendo como sustituto a los DAW más conocidos.
En el DAW se encontrará nuestro proyecto y lo podremos editar a nuestro gusto.

## PC
Cuanto más potente sea nuestra computadora, menos tiempo le llevará exportarse a nuestra grabación y más fielmente responderá a nuestras entradas de audio. Es uno de los elementos más importantes en los home studio. Muchos home studio soportan Macintosh pues muchas drivers y extensiones relacionadas al audio se descargan automáticamente en el propio programa, y no hay que instalarlos manualmente como en Windows.

## Transductores o Micrófonos
Un buen micrófono es importante para captar el sonido que deseemos recoger. Escogeremos un micrófono de bobina móvil o dinámico si queremos grabar nuestra propia voz o sonidos con unos decibelios elevados, como el bombo de una batería, o diversos tipos de amplificadores.
Escogeremos un micrófono de condensador para captar sonido ambiente o de fuentes que contengan una gran variedad de decibelios, como puede ser los aéreos ( platos ) de una batería, una voz de cantante profesional, instrumentos de cuerda, metales. etc.

## Montaje
El montaje de un home studio es muy sencillo.
El montaje más sencillo que podemos realizar consiste en conectar nuestra interfaz de audio a nuestra computadora vía USB o  IEEE 1394 (puerto firewire). Cuando nuestro PC nos reconozca el dispositivo, le instalaremos los drivers del proveedor o los que consideremos oportunos, y seguidamente abriremos nuestro DAW y seleccionaremos nuestra interfaz de audio. Finalmente conectaremos nuestra entrada de audio ( micrófono, o línea ) a nuestro dispositivo de grabación, ajustaremos si ganancia de entrada y activaremos la alimentación phantom si se trata de un micrófono de condensador o una caja DI. Seguiremos los pasos correspondientes para grabar en nuestro DAW y ya tendremos nuestro home studio funcionando correctamente.